# Kurt Brenner

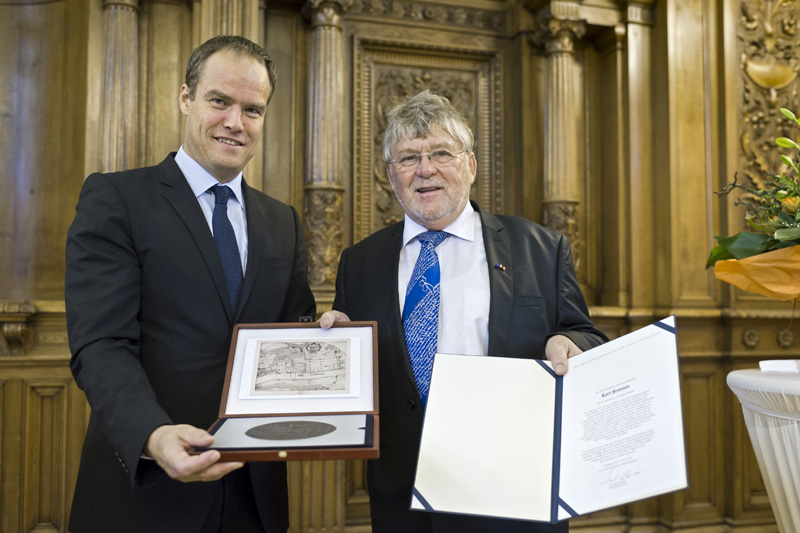
Kurt Brenner (rechts) bei der Verleihung der Bürgermedaille durch den Heidelberger Oberbürgermeister Eckart Würzner

Kurt Brenner (* 13. Mai 1935 in Schwäbisch Gmünd) ist ein deutscher Kulturmittler, Germanist und Romanist. Brenner versah Lehraufträge an den Universitäten Heidelberg und Montpellier. Er leitete von 1969 bis 2011 das deutsche Kulturinstitut Heidelberg-Haus (franz. Maison de Heidelberg) in Montpellier.

## Leben
Kurt Brenner hat am Parler-Gymnasium in Schwäbisch Gmünd, wo er auch zeitweise das Amt des Schülerparlamentspräsidenten innehatte, 1956 das Abitur abgelegt. Danach arbeitete er für ein Jahr als Auslandskorrespondent in der Exportabteilung der Bleikristallfirma „Graf Schaffgottsch‘sche Josephinenhütte“. Von 1957 bis 1964 studierte Brenner Romanistik und Germanistik an den Universitäten Heidelberg und Paris-Sorbonne. Im Studienjahr 1960/61 unterrichtete er als „Assistant d’allemand“ am Lycée Carnot und am Vorbereitungskurs für die École des hautes études commerciales de Paris (HEC) in Paris. Er schloss das Studium mit dem Staatsexamen für das Höhere Lehramt ab.
Von 1965 bis 1969 versah Brenner einen Lehrauftrag am Institut „Angewandte deutsche Sprachwissenschaft“ der Universität Heidelberg. Am 1. September 1969 trat Brenner das Amt als Leiter des Deutschen Kulturinstituts „Maison de Heidelberg“ in Montpellier an, das er bis zu seiner Pensionierung im Jahr 2011 innehatte. Am germanistischen Seminar der Universität Montpellier war er von 1969 bis 1973 mit einem Lehrauftrag im Bereich „Civilisation allemande“ betraut. Er war mehrere Jahre lang bis zu seiner Pensionierung 2011 Mitglied des Verwaltungsrates der Universität Montpellier.

## Weitere Funktionen und Ämter
Als Leiter eines deutschen Kulturinstituts, der „Maison de Heidelberg“, das als ein Novum in Frankreich, im Rahmen einer Universitäts- und Städtepartnerschaft Heidelberg–Montpellier ins Leben gerufen worden war (1966), setzte sich Brenner auch in intensiver Weise bei der Vorbereitung und Gründung neuer Gemeindepartnerschaften in den Großräumen Heidelberg und Montpellier ein. Er war durch seine Vermittlungstätigkeit und Mitwirkung entscheidend an der Gründung der Städtepartnerschaften Castelnau-le-Lez–Plankstadt, Pérols–Flörsheim am Main, Pignan–Sinzheim, sowie über den regionalen Rahmen hinaus, an der Partnerschaft seiner Heimatstadt Schwäbisch Gmünd mit Antibes, beteiligt.
Er leitete von 1997 bis 2007 als Gründungspräsident der „Föderation deutsch-französischer Häuser“ die Geschicke dieser Organisation. 
In seiner Funktion als Präsident der oben genannten Föderation rief er im Jahr 2000 die frankreichweite Sprachwerbeaktion „DeutschMobil“ in Verbindung mit der Robert-Bosch-Stiftung und Mercedes-Benz ins Leben, deren Leitung er bis 2013 innehatte.
- seit 1980: Gründungsmitglied der Maison de l'Europe in Montpellier
- 1985–2011: Secrétaire général der Maison de l'Europe in Montpellier
- 1993: Gründungspräsident der Association Langues d'Europe
- 2011: Beirat im Direktorium des Heidelberg Haus in Montpellier e.V

## Auszeichnungen und Preise
- Mitglied der Mannschaft des Schwimmvereins Schwäbisch Gmünd, die im selben Jahr die deutsche Meisterschaft errang.
- 1977: Verdienstmedaille des Deutsch-Französischen Jugendwerks
- 1979: Prix France-Allemagne überreicht durch Senatspräsident Alain Poher für Verdienste um die Deutsch-französischen Beziehungen
- 1979: Ehrenbürger der Stadt Montpellier
- 1989: Verdienstkreuz 1. Klasse der Bundesrepublik Deutschland
- 1992: Verdienstmedaille des Ministers für Tourismus der Französischen Republik
- 1992: Ehrenbürger der Stadt Mauguio
- 1993: Ritter des französischen Ordre des Palmes Académiques
- 2001: Verleihung der Verdienstmedaille des Landes Baden-Württemberg durch Ministerpräsident Erwin Teufel
- 2002: Offizier des französischen Ordre des Palmes Académiques
- 2003: Adenauer-de Gaulle-Preis für das Sprachwerbeprojekt DeutschMobil
- 2006: Ehrenbürger der Ruprecht-Karls-Universität Heidelberg
- 2012: Verleihung der Bürgermedaille der Stadt Heidelberg

## Schriften
- Montpellier - A la croisée des chemins mit dem Photographen Bob ter Schiphorst, Heidelberger Verlagsanstalt und Druckerei GmbH, 1981.
- Montpellier - Facettes d‘ une millénaire, mit dem Photographen Bob ter Schiphorst, mit einem Vorwort von Geneviève Bon, HVA-Axone, Montpellier und HVA  Heidelberg, 1990.
- Zehn Jahre DeutschMobil, 2000–2010 in Festschrift DeutschMobil, zehn Jahre für die deutsche Sprache und Kultur in Frankreich. Rückblick–Gegenwart–Perspektiven mit einem Titelbild von Tomi Ungerer, 2010.
- Quelle stratégie pour développer le plurilinguisme en Europe?,  publication des Actes du Colloque, organisée par l’Association Langues d‘Europe avec le soutien de la commission des Communautés Européennes, Montpellier, 1993.
- Vierzig Jahre Heidelberg-Haus in Montpellier: vom Erfolg eines kulturpolitischen Experiments in: Regards croisées-Blickwechsel, hrsg. Von Volker Sellin, Heidelberg, 2007.
- Erlebte Geschichte erzählt, Michael Buselmeier im Gespräch mit Kurt Brenner, in: Erlebte Geschichte erzählt 2005–2010, mit u. a. Beiträgen von Jan Assmann, Klaus von Beyme, Wilhelm Genazino, Bernhard Vogel, Wunderhorn-Verlag, Heidelberg 2011.

| Personendaten    | Personendaten                                   |
| ---------------- | ----------------------------------------------- |
| NAME             | Brenner, Kurt                                   |
| KURZBESCHREIBUNG | deutscher Kulturmittler, Germanist und Romanist |
| GEBURTSDATUM     | 13. Mai 1935                                    |
| GEBURTSORT       | Schwäbisch Gmünd                                |